# Trest smrti v Myanmaru
Trest smrti v Myanmaru je legální formou trestu. Přesto v letech 1988 až 2022 nebyla v zemi vykonána žádná oficiální poprava. To se změnilo v červenci 2022, kdy byli popraveni čtyři demokratičtí aktivisté, mezi nimi Zayar Thaw a Kyaw Min Yu. Navíc od 9. října 2016, kdy započala genocida Rohingů, došlo k nejméně 25 000 mimosoudním popravám.
V roce 2021 bylo v zemi vyneseno nejméně 86 nových rozsudků smrti. V porovnání s předchozími lety se jednalo o výrazný nárůst. V roce 2021 došlo v Myanmaru k převratu následovanému vyhlášením stanného práva a podle Amnesty International je právě toto důvodem pro nárůst rozsudků trestu smrti. Mimo to je Myanmar označován za jednu ze tří zemí, kde jsou od 24. května 2022 v cele smrti i vězni, kteří byli odsouzeni za zločiny, které spáchali jako mladiství. Dalšími zeměmi jsou Írán a Maledivy. Amnesty International také tvrdí, že země v roce 2021 odsoudila některé lidi k trestu smrti v jejich nepřítomnosti či v procesech považovaných za nespravedlivé.